# El Último Tour del Mundo Tour
El último tour del mundo 2022 fue la tercera gira de conciertos del cantante puertorriqueño Bad Bunny, en apoyo a su álbum de estudio del mismo nombre.
Originalmente planeó una gira en 2020 en apoyo a su segundo álbum YHLQMDLG.  Una gira europea masiva fue planeada para ese verano, con Martínez como apertura del show en festivales como Primavera Sound. Sin embargo, debido a la Pandemia de COVID-19 la mayoría de las fechas fueron pospuestas para 2021 y luego para 2022. El 11 de abril de 2021 una nueva gira de arenas por Norteamérica fue anunciada por Bad Bunny durante WrestleMania 37. El último Tour Inicio el 9 de febrero en Denver y terminó el 3 de abril en Miami
La gira batió récords en la venta de entradas y las fechas se agotaron rápidamente. La gira recaudó 116 millones de dólares en arenas norteamericanas y fue la gira más taquillera de un artista latino en la historia de Billboard Boxscore y vendiendo más de 575,000 entradas. Además, fue la gira que más rápido se ha vendido desde 2018. El Último Tour del Mundo fue el álbum más vendido de 2021 en Estados Unidos y ganó el premio al mejor álbum de música urbana en la 22.ª edición de los Premios Grammy Latinos y al mejor álbum de música urbana en la 64.ª edición de los Premios Grammy.

### Fechas
| Fecha                 | Ciudad           | País           | Escenario                | Entradas vendidas / disponibles | Recaudación  |
| --------------------- | ---------------- | -------------- | ------------------------ | ------------------------------- | ------------ |
| 9 de febrero de 2022  | Denver           | Estados Unidos | Ball Arena               | 16,979 / 16,979                 | $3,067,378   |
| 11 de febrero de 2022 | El Paso          | Estados Unidos | Don Haskins Center       | 12,131 / 12,131                 | $2,305,986   |
| 13 de febrero de 2022 | Hidalgo          | Estados Unidos | Payne Arena              | 6,524 / 6,524                   | $1,801,518   |
| 16 de febrero de 2022 | Houston          | Estados Unidos | Toyota Center            | 30,661 / 30,661                 | $5,220,928   |
| 17 de febrero de 2022 | Houston          | Estados Unidos | Toyota Center            | 30,661 / 30,661                 | $5,220,928   |
| 18 de febrero de 2022 | Dallas           | Estados Unidos | American Airlines Center | 35,730 / 35,730                 | $8,522,949   |
| 19 de febrero de 2022 | Dallas           | Estados Unidos | American Airlines Center | 35,730 / 35,730                 | $8,522,949   |
| 23 de febrero de 2022 | San Diego        | Estados Unidos | Pechanga Arena           | 13,198 / 13,198                 | $2,724,772   |
| 24 de febrero de 2022 | Los Ángeles      | Estados Unidos | Staples Center           | 17,053 / 17,053                 | $3,552,044   |
| 25 de febrero de 2022 | Inglewood        | Estados Unidos | The Forum                | 33,245 / 33,245                 | $9,648,708   |
| 26 de febrero de 2022 | Inglewood        | Estados Unidos | The Forum                | 33,245 / 33,245                 | $9,648,708   |
| 28 de febrero de 2022 | Portland         | Estados Unidos | Moda Center              | 17,360 / 17,360                 | $3,001,008   |
| 1 de marzo de 2022    | Seattle          | Estados Unidos | Climate Pledge Arena     | 16,477 / 16,477                 | $3,056,808   |
| 3 de marzo de 2022    | San José         | Estados Unidos | SAP Center               | 35,305 / 35,305                 | $7,919,315   |
| 4 de marzo de 2022    | San José         | Estados Unidos | SAP Center               | 35,305 / 35,305                 | $7,919,315   |
| 5 de marzo de 2022    | Las Vegas        | Estados Unidos | MGM Grand Garden Arena   | 12,940 / 12,940                 | $2,953,364   |
| 6 de marzo de 2022    | Phoenix          | Estados Unidos | Phoenix Suns Arena       | 16,085 / 16,085                 | $3,151,730   |
| 10 de marzo de 2022   | Rosemont         | Estados Unidos | Allstate Arena           | 51,430 / 51,430                 | $11,245,170  |
| 11 de marzo de 2022   | Rosemont         | Estados Unidos | Allstate Arena           | 51,430 / 51,430                 | $11,245,170  |
| 12 de marzo de 2022   | Rosemont         | Estados Unidos | Allstate Arena           | 51,430 / 51,430                 | $11,245,170  |
| 14 de marzo de 2022   | Toronto          | Canadá         | Scotiabank Arena         | 17,579 / 17,579                 | $2,247,259   |
| 16 de marzo de 2022   | Filadelfia       | Estados Unidos | Wells Fargo Center       | 17,680 / 17,680                 | $2,517,650   |
| 18 de marzo de 2022   | Newark           | Estados Unidos | Prudential Center        | 16,593 / 16,593                 | $3,832,788   |
| 19 de marzo de 2022   | Brooklyn         | Estados Unidos | Barclays Center          | 32,999 / 32,999                 | $7,227,136   |
| 20 de marzo de 2022   | Brooklyn         | Estados Unidos | Barclays Center          | 32,999 / 32,999                 | $7,227,136   |
| 22 de marzo de 2022   | Boston           | Estados Unidos | TD Garden                | 16,455 / 16,455                 | $3,081,433   |
| 23 de marzo de 2022   | Montreal         | Canadá         | Centre Bell              | 19,317 / 19,317                 | $2,205,162   |
| 25 de marzo de 2022   | Washington D. C. | Estados Unidos | Capital One Arena        | 18,244 / 18,244                 | $3,529,181   |
| 26 de marzo de 2022   | Charlotte        | Estados Unidos | Spectrum Center          | 17,659 / 17,659                 | $2,967,614   |
| 27 de marzo de 2022   | Atlanta          | Estados Unidos | State Farm Arena         | 15,026 / 15,026                 | $2,988,345   |
| 29 de marzo de 2022   | Orlando          | Estados Unidos | Amway Center             | 33,200 / 33,200                 | $5,598,339   |
| 30 de marzo de 2022   | Orlando          | Estados Unidos | Amway Center             | 33,200 / 33,200                 | $5,598,339   |
| 1 de abril de 2022    | Miami            | Estados Unidos | American Airlines Arena  | 54,998 / 54,998                 | $12,396,368  |
| 2 de abril de 2022    | Miami            | Estados Unidos | American Airlines Arena  | 54,998 / 54,998                 | $12,396,368  |
| 3 de abril de 2022    | Miami            | Estados Unidos | American Airlines Arena  | 54,998 / 54,998                 | $12,396,368  |
| TOTAL                 | TOTAL            | TOTAL          | TOTAL                    | 574,868 / 574,868 (100%)        | $116,762,953 |